# Soutelo (Salceda de Caselas)
Soutelo (oficialmente San Vicente de Soutelo) es una parroquia española del municipio de Salceda de Caselas, perteneciente a la provincia de Pontevedra, en la comunidad autónoma de Galicia.

## Historia
Hacia mediados del siglo XIX, el lugar, ya por entonces perteneciente a Salceda, tenía contabilizada una población de 232 habitantes. Aparece descrito en el decimocuarto volumen del Diccionario geográfico-estadístico-histórico de España y sus posesiones de Ultramar de Pascual Madoz con las siguientes palabras:

SOUTELO (San Vicente): felig. en la prov. de Pontevedra (7 leg.), part. jud. y dióc. de Tuy (1), ayunt. de Salcedo (1): sit. al S. de la cap. de ayunt.; aires mas frecuentes N. y S.; clima benigno y sano. Tiene 63 casas en los l. de Agros, Casal, Iglesia, Outeriño, Sobredo y Torreiro; hay escuela de primeras letras frecuentada por 11 niños, que dan al maestro la retribucion convenida. La igl. parr. (San Vicente) está servida por un cura de entrada y patronato real y del ordinario. Confina N. Parderrubias; E. Entienza; S. Páramos y Badranes, y O. Guillarey y Budiño. El terreno es arcilloso y escaso de aguas, sus montes crian pinos, y pastos. Los caminos conducen á Tuy, Puenteareas, Salvatierra y Vigo: el correo se recibe por los interesados en Tuy. prod.: maiz, centeno, vino, patatas y legumbres; hay ganado vacuno y lanar, y caza de liebres, conejos y perdices. ind.: la agrícola, ganadería y molinos harineros. pobl.: 58 vec., 232 alm. contr.: con su ayunt. (V.).
(Madoz, 1849, p. 523)

En 2022, tenía empadronados 505 habitantes.